# Haste the Day
 Haste the Day ist eine christliche Metalcore-Band aus Carmel, Indiana.

## Bandgeschichte
Ein Jahr nach der Gründung veröffentlichte die Band selbständig die EP That They May Know You. Zwei Jahre später folgte das Debütalbum Burning Bridges, welches unter dem christlichen Plattenlabel Solid State Records veröffentlicht wurde.
Es folgte 2004 noch ein Studioalbum, bis der Sänger Jimmy Ryan im späten November 2005 seinen Ausstieg bekanntgab. Sein letzter Auftritt war am 30. Dezember 2005 in Indianapolis. Die verbleibenden Mitglieder führten die Tournee fort, mithilfe von Stephen Keech von New Day Awakening, der später festes Bandmitglied wurde. Jimmy Ryan ist momentan Sänger bei der Mathcoreband Trenches.
Im Juni 2008 musste der Gitarrist Jason Barnes die Band verlassen, da er laut eigenen Aussagen nicht mehr gläubig ist.
Am 14. Oktober 2008 erschien das vierte Studioalbum Dreamer. Am 29. Juni 2010 erschien das Album „Attack of the Wolf King“.
Am 23. November 2010 veröffentlichte die Band das Album Concerning the Way It Was. Auf dem Album befanden sich alle Songs der ersten drei Alben der Band.
Wenig später verkündete die Band ihre Auflösung und gab die Tourdaten für eine Farewell-Tour mit A Plea for Purging und The Chariot durch Nordamerika bekannt.
Im Jahr 2014 reformierte sich die Band und gab am 15. August bekannt, dass sie ab Januar 2015 ein neues Album aufnehmen werden, auf dem alle bisherigen Bandmitglieder in Features mitwirken werden.

## Diskografie

### Alben
- 2002: That They May Know You (Self-Released)
- 2004: Burning Bridges (Solid State Records)
- 2005: When Everything Falls (Solid State Records)
- 2007: Pressure the Hinges (Solid State Records)
- 2008: Dreamer (Solid State Records)
- 2010: Attack of the Wolf King (Solid State Records)
- 2010: Concerning the Way It Was (Re-Release der ersten drei Alben)
- 2011: Haste the Day vs. Haste the Day (Live-Studioalbum)
- 2012: Best of the Best (Best-of-Album)
- 2015: Coward

### Videoalben
- 2004: American Love
- 2004: The Closest Thing to Closure
- 2005: When Everything Falls
- 2007: Stitches
- 2008: Mad Man